# Élection du Conseil de sécurité des Nations unies de 2006
Pour un article plus général, voir Conseil de sécurité des Nations unies.
L'élection du Conseil de sécurité des Nations unies de 2006 commença le 16 octobre 2006 durant la 61e session de l'assemblée générale des Nations unies, qui s'est tenue au Siège des Nations unies à New York. L'enjeu du vote est le choix de cinq sièges non permanents au Conseil de sécurité pour des mandats de deux ans débutant le 1er janvier 2007.
Selon le règlement du conseil de sécurité, et de rotation des dix sièges non-permanents entre zones géographiques, les cinq sièges à pourvoir cette année sont répartis entre les continents de cette manière :
- un siège pour le Groupe des États d’Afrique ;
- un siège pour le Groupe des États d’Asie-Pacifique ;
- deux sièges pour le Groupe des États d’Europe occidentale et autres États ;
- un siège pour le Groupe des États d’Amérique latine et des Caraïbes.

## Siège africain
L'Afrique du Sud était la seule nation africaine à briguer un siège au Conseil de sécurité. Remplaçant la Tanzanie, l'Afrique du Sud entre pour la première fois au Conseil de sécurité, pour la période 2007-2008. Elle reçut 186 votes.

## Siège asiatique
Il y avait deux pays à briguer un siège : l'Indonésie, et le Népal.
| Tour                                                                 | Votes | Majorité | Indonésie | Népal | Abstentions | Autres |
| 1                                                                    | 192   | 128      | 158       | 28    | 0           |        |
| Source: (en) United Nations Press Release GA/10516, 16 octobre 2006. |       |          |           |       |             |        |

L'Indonésie va remplacer le Japon pour la période 2007-2008.

## Siège Europe occidentale et autres groupes
Ce groupe, composé de 23 pays comme la Turquie, Israël, le Canada, les États-Unis, l'Australie, ou la Nouvelle-Zélande, avait deux sièges vacants : ceux du Danemark et de la Grèce.
L'Italie et la Belgique reçurent respectivement 186 et 180 votes - avec trois abstentions - et sont entrés au conseil de sécurité pour la période 2007-2008.

## Siège Amérique latine et Caraïbes

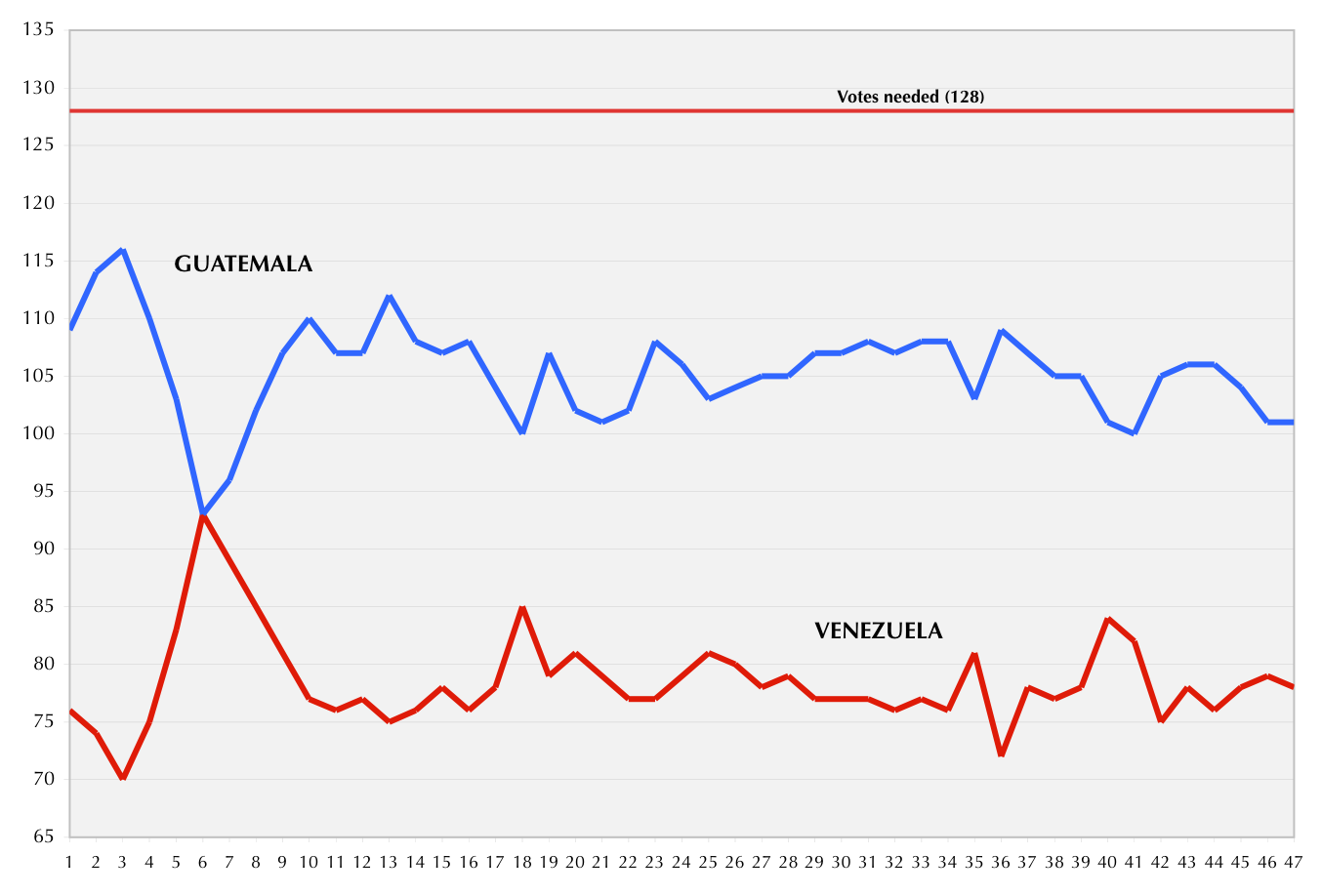
Votes pour le Guatemala et le Venezuela lors des 47 tours de scrutin.

Ce groupe a nommé deux candidats, le Guatemala et le Venezuela, pour un siège pour la période 2007-2008, occupé précédemment par l'Argentine.
- Le Guatemala est soutenu par la plupart du groupe des États d’Europe occidentale et autres États, États-Unis en tête. C'est l'une des six nations signataire de la Charte des Nations unies à sa création à ne pas avoir été membre du Conseil de sécurité (avec Haïti, El Salvador, la République dominicaine, l'Arabie saoudite et le Luxembourg).
- Le Venezuela, présidé par Hugo Chávez, a annoncé son désir d'entrer au Conseil de sécurité en 2004 ; présenté par ses dirigeants comme une alternative à ce qu'ils considèrent comme l'hégémonie des États-Unis. Le pays a mené une campagne intensive pour trouver du soutien, en particulier en Afrique, en Asie, et au Moyen-Orient ; grâce à de généreuses donations en pétrole. Ce pays a déjà été membre par quatre fois du conseil, en 1962-63, 1977-78, 1986-87, et 1992-93.

Après 47 tours de scrutin, au 2 novembre 2006, ni le Guatemala ni le Venezuela n'avaient réussi à obtenir les 128 voix nécessaires (deux tiers des votants à l'Assemblée Générale qui compte 192 États membres). C'est finalement au profit du Panama, candidat de consensus, que les deux pays se retireront. Le 7 novembre 2006, le Panama est élu membre non permanent au Conseil de Sécurité pour deux ans, par 164 voix au 48e tour de scrutin.